# Mundo persistente
Un mundo persistente (MP) es un mundo virtual que continúa existiendo incluso después que el usuario abandona este "mundo". Normalmente, con algunas excepciones, los cambios hechos por el usuario son permanentes. El término se utiliza frecuentemente en la definición de los MMORPG y puede ser considerado sinónimo de estos.

## Introducción
La persistencia viene al hecho de mantener y desarrollar el estado del mundo en el juego alrededor del reloj. A diferencia de otros tipos de videojuegos, la trama y los eventos en un mundo persistente continúan desarrollándose incluso cuando algunos de los jugadores no están jugando con sus personajes. Este aspecto es similar al mundo real, donde los eventos ocurren, sin importar si están directamente o indirectamente relacionados con una persona, y continuaran ocurriendo mientras la persona duerme, etc. Por esto, un personaje del jugador puede también influenciar y cambiar un mundo persistente. El grado en el que el personaje afecta al mundo varía de juego en juego. Ya que estos juegos no se pueden pausar o crear archivos de respaldo accesibles por los jugadores, las acciones de los personajes tendrán consecuencias a las que los jugadores deberán atenerse.
Elementos de mundos persistentes pueden ser encontrados en juegos de computadoras de principios de los 80's, incluyendo Trade Wars (1984) y Orb Wars (1989). El vocablo ganó popularidad al final de los 90s con el crecimiento de los MMORPGs. El vocablo también es usado frecuentemente por los jugadores de Neverwinter Nights (2002) para referirse a los entornos en línea estilo MMOPG, como Arkaz, creado usando las herramientas de este juego.

## Persistencia offline
Los mundos persistentes pueden ser simulados en juegos offline, como en la serie Animal Crossing. Aunque nada sucede mientras el juego no está en ejecución (debido a las restricciones técnicas obvias), la ilusión de persistencia es creada al adelantar eventos al momento de ejecutar el juego. El juego genera eventos que puede haber llegado a pasar durante el tiempo (en el mundo real) en el cual el juego estaba inactivo.